# Eli Whitney
Eli Whitney, född 8 december 1765 i Westborough, Massachusetts, död 8 januari 1825 i New Haven, Connecticut, var en amerikansk uppfinnare. 1793 patenterade han egrenermaskinen (engelska ginning machine), en maskin som befriar den nyskördade bomullen från frön och kvarsittande kapseldelar.

## Bomullsgin-maskinen
Under en båtresa i Georgia träffade Eli Whitney Catherine Greene, som var änka efter en berömd general och hjälte i det amerikanska frihetskriget. Hon hade hört om Whitneys uppfinnartalang och bjöd in honom till sin plantage, Mulberry Grove, där han fick uppdraget att ta fram en metod att rensa den bomull som odlades i trakten. Det tog tio dagar för den blott 28-årige Eli att kläcka idén och få till en prototyp. Istället för att plocka bort fröna ur bomullsbollen tog han bort fibrerna. Resultatet blev "the cotton gin", gin är en förkortning engine.

## Patentstriden
Han kunde ha låtit serietillverka maskinen och fick erbjudande om det. Men istället höll han envist fast vid planen att starta ett eget bomullsrenseri på Catherines gård och ta bra betalt för tjänsten. Istället gjordes många piratkopior och Eli började processa i rätten för en ekonomisk ersättning, som gjorde att han nästan blev ruinerad. Efter 10 år fick han slutligen rätt av en domstol i Georgia. "Mr Whitneys maskin har blivit av oerhört mycket större nationell betydelse än någon annan maskin som separerat frön", skrev domaren. South Carolina var först med att göra upp om ersättningen och sedan följde andra stater efter. Totalt fick Whitney 90 000 dollar i ersättning. Stora pengar på den tiden, men inte mycket mer än att han kunde betala av sina skulder.

## Slaveriet förlängdes
Uppfinningen gjorde att bristen på bomull kunde mättas. Billig amerikansk bomull exporterades till textilfabrikerna i Lancashire, England. Uppfinningen gav skjuts åt den industriella revolutionen i både England och USA. I USA, som låg några årtionden efter, räknas uppfinningen som starten på den industrialiserade eran.
Sorgligt nog och naturligtvis inte Whitneys avsikt förlängde uppfinningen slaveriet i USA med flera årtionden, eftersom det krävde många fler slavar för att skörda bomull på de allt större arealerna.

## Löpande bandet
Var en av de första att använda det löpande bandet i sin gevärsfabrik i New Haven.